# 7820-as busz
A 7820-as jelzésű autóbusz helyközi autóbuszjárat volt Ajka és Úrkút között. 
Útvonalának hossza 9,6 km menetideje 16 perc volt. 
A 2023. június 17-ei menetrend módosításokkal a Volánbusz Zrt. megszüntette az autóbuszvonalat.

## Megállóhelyei
| 0 | Ajka, autóbusz-állomás végállomás | 6 | 12, 16, 20 1569, 1711, 1712, 1714, 1717, 1784, 1786 7376, 7386, 7387, 7388, 7389, 7396, 7397, 7398, 7674, 7801, 7802, 7803, 7804, 7805, 7806, 7807, 7808, 7809, 7810, 7811, 7812, 7832, 7834, 7836, 7840, 7842, 7843, 7844, 7846, 7847, 7848, 7852, 7853, 7932 |
| 1 | Ajka, Pálmajor                    | 5 | 7386, 7387, 7388 |
| 2 | Ajka, Gizellamajor                | 4 | 7386, 7387 |
| 3 | Úrkút, központi iroda             | 3 | 7386, 7387, 7388 |
| 4 | Úrkút, Béke utca                  | 2 | 1784 7386, 7387, 7388 |
| 5 | Úrkút, Bányászotthon              | 1 | 1784 7386, 7387, 7388 |
| 6 | Úrkút, Fordulóhely végállomás     | 0 | 7386, 7388 |